# Guy Benjamin
(en) Statistiques sur pro-football-reference
Guy Emory Benjamin (né le 27 juin 1955 à Los Angeles) est un joueur américain de football américain.

## Enfance
Benjamin étudie à la James Monroe High School de Los Angeles avant de rejoindre l'université Stanford.

## Carrière

### Université
Joueur de l'équipe de football américain du Cardinal, le quarterback est d'abord parmi les remplaçants de Mike Cordova sous l'entraîneur Bill Walsh avant de prendre le poste de titulaire en 1976,. En 1977, Benjamin s'impose comme le meilleur homme du pays à son poste, menant notamment son équipe à une victoire au Sun Bowl 1977 face aux Tigers de LSU. Il remporte le Sammy Baugh Trophy, récompensant le meilleur passeur au niveau universitaire selon le Touchdown Club of Columbus, et le W. J. Voit Memorial Trophy décerné au meilleur joueur de la côte ouest selon la Helms Athletic Foundation. Benjamin termine sixième des votes pour le Trophée Heisman 1997 décroché par Charles Woodson.

### Professionnel
Guy Benjamin est sélectionné au deuxième tour de la draft 1978 de la NFL par les Dolphins de Miami au 51e choix. La volonté de la franchise de Floride est de trouver un remplaçant à Bob Griese, proche de la fin de sa carrière. Cependant, l'expérimenté quarterback reste encore deux saisons chez les Dolphins et Benjamin est relégué au poste de remplaçant, n'apparaissant que lors de sept matchs en deux ans et ne lançant que douze ballons.
En 1980, il est placé dans un échange avec les Saints de La Nouvelle-Orléans permettant à Miami de récupérer un choix du quatrième tour de la draft 1981, utilisé pour Sam Greene, et un choix du septième de celle de 1982 qui servira pour Dan Johnson. Toujours remplaçant et n'arrivant pas à se faire une place solide sur ce poste, il est placé dans un nouvel échange, avec les 49ers de San Francisco, l'année suivante contre un choix du sixième tour de la draft 1982. Malgré cette nouvelle équipe et les retrouvailles avec Bill Walsh, le quarterback retrouve le banc, derrière Joe Montana, remportant tout de même le Super Bowl XVI. Avant le début de la saison 1984, Benjamin se blesse à un genou et subit une arthroscopie le mettant sur la touche. Il est finalement remercié en octobre 1984.
En septembre 2011, le quarterback lance un appel à l'aide après le vol de sa bague de Super Bowl qu'il avait prêté à son frère en 2000.